# Nothoceros superbus
Nothoceros superbus là một loài rêu trong họ Anthocerotaceae. Loài này được Villarreal, Juan Carlos, Hässel de Menéndez & N. Salazar mô tả khoa học đầu tiên năm 2007.